# Rhodinia jankowskii
Rhodinia jankowskii — бабочка из семейства Павлиноглазок. Видовое название дано в честь натуралиста-естествоиспытателя Михаила Ивановича Янковского.

## Описание
Размах крыльев 75—80 мм. Самки крупнее самцов. На крыльях полулунные прозрачные глазки.
Время лёта приходится на сентябрь, редко — на начало октября.
Зимуют яйца. Гусеница небольшая, длиной до 4,5 см. Стадия гусеницы с июня по август. Кормовое растение — бархат амурский. При окукливании плетет зелёный кокон, который со временем становится красно-коричневого цвета. Обычно прикреплён к веткам или между листьев кормового растения. куколка чёрная, длиной около 1,8 см.

## Ареал
В России — Приморье. Также вид распространён в Японии.